# Cratere Bečvář
Bečvář è un cratere lunare intitolato all'astronomo ceco Antonín Bečvář. È situato vicino all'equatore sulla faccia nascosta del satellite; si trova a nordest del cratere Necho, a ridosso delle strutture a raggiera che lo circondano e che si formarono in seguito all'impatto originario. A nord-nordest vi è il cratere Gregory.
È un sistema di crateri eroso e consunto con alcuni piccoli craterini attorno al suo bordo. Una formazione a doppio cratere occupa il bordo sudoccidentale, con 'Bečvář Q' che forma il membro nordoccidentale di questa coppia. Il cratere 'Bečvář X' è attaccato al bordo settentrionale.
Il cratere è dedicato all'astronomo ceco Antonín Bečvář.

## Crateri correlati
Alcuni crateri minori situati in prossimità di Bečvář sono convenzionalmente identificati, sulle mappe lunari, attraverso una lettera associata al nome.
| Bečvář | Coordinate            | Diametro (in km) |
| ------ | --------------------- | ---------------- |
| D      | 1°48′36″S 127°24′36″E | 10,89            |
| E      | 1°58′48″S 127°54′36″E | 16,16            |
| J      | 3°50′24″S 126°48′00″E | 47,16            |
| Q      | 3°09′00″S 124°18′36″E | 27,48            |
| S      | 3°18′S 121°24′E       | 15,58            |
| T      | 2°07′12″S 122°06′00″E | 26,14            |
| X      | 1°00′00″S 124°28′12″E | 26,33            |